# Device (zespół pop-rockowy)
Device – amerykańska pop rockowa grupa muzyczna krótko działająca w latach 80.
Zespół tworzyli:
- Holly Knight – klawisze, gitara basowa
- Paul Engemann – wokal
- Gene Black – gitara

Device wydali tylko jeden album 22B3, poprzedzony dwoma singlami. Tytułowa piosenka z pierwszego z nich, utwór „Hanging on a Heart Attack”, okazała się największym i jedynym przebojem grupy.
Po rozpadzie zespołu Holly Knight kontynuowała wcześniej rozpoczętą karierę songwritera, tworząc utwory dla takich gwiazd, jak Pat Benatar, Cheap Trick, Tina Turner i wielu innych. Paul Engemann przyłączył się do grupy Animotion, przejmując rolę głównego wokalisty. Gene Black pracował jako muzyk sesyjny.

## Dyskografia

### Albumy
- 22B3 – 1986

Lista utworów:
1. „Hanging on a Heart Attack”
2. „Who Says”
3. „Pieces on the Ground”
4. „Tough and Tender”
5. „When Love Is Good”
6. „Didn't I Read You Right”
7. „Fall Apart, Golden Heart”
8. „I've Got No Room for Your Love”
9. „Who's on the Line”
10. „Sand, Stone, Cobwebs and Dust”

### Single
- Hanging on a Heart Attack
- Who Says